# كأس الاتحاد الإنجليزي 1899–1900
كأس الاتحاد الإنجليزي 1899–1900 (بالإنجليزية: 1899–1900 FA Cup)‏ هو الموسم 29 من  كأس الاتحاد الإنجليزي. أقيم بتاريخ 16 سبتمبر 1899، والذي يشرف على تنظيمه الاتحاد الإنجليزي لكرة القدم، وكان عدد الأندية المشاركة فيه  32، وفاز فيه نادي بوري.